# Македония (1944)
Вижте пояснителната страница за други значения на Македония.
„Македония“ е български вестник, издаван в Скопие след изтеглянето на българската армия от Вардарска Македония.
Директор-издател е Стефан Стефанов. Вестникът защитава идеята за Независима Македония, противопоставяйки се на включването на областта в Югославска федерация. В брой № 2 Стефанов пише:
| „ | .Вливането на Македония в една югославска федерация ще бъде едно крайно несполучливо решение на македонския въпрос: повтаряне на старите политически грешки, отхвърлени от живия живот. Под това политическо знаме – свободна и независима Македонияв нейната географска цялост, член на една Балканска федерация, трябва да се наредим свободно, съзнателно, честно и гордо и с вяра и да се борим против всяко друго решаване на македонския въпрос. В това дело, вярвам, македонската интелигенция ще намери подкрепа във всичките велики сили, ще намери разбиране и помощ и в другата балканска интелигенция. | “ |